# Nototriche macrotuba
Nototriche macrotuba är en malvaväxtart som beskrevs av Antonio Krapovickas. Nototriche macrotuba ingår i släktet Nototriche och familjen malvaväxter. Inga underarter finns listade i Catalogue of Life.